# سرزمین عشق (فیلم)
دریا (به تامیلی: Kadhal Desam) فیلمی محصول سال ۱۹۹۶ و به کارگردانی کاتهیر است. در این فیلم بازیگرانی همچون عباس، وینث، تابو ایفای نقش کرده‌اند.